# Бетел (Миннесота)
Бетел (англ. Bethel) — город в округе Анока, штат Миннесота, США. По данным переписи за 2010 год число жителей города составляло 466 человек.
Бетел был заселён в 1856 году квакерами. В 1865 году был открыт почтовый офис. Он был инкорпорирован как деревня в 1902 году под названием Бетел-Корнерс, а как город Бетел — в 1974 году. Название произошло от библейского города Вефиль.

## Географическое положение
По данным Бюро переписи населения США город имеет общую площадь в 2,51 км² (2,36 км² — суша, 0,16 км² — вода). Находится на реке Миссисипи.

## Население
| Год переписи | Нас. |  | %±     |
| ------------ | ---- |  | ------ |
| 1910         | 221  |  | —      |
| 1920         | 265  |  | 19,9%  |
| 1930         | 184  |  | −30,6% |
| 1940         | 188  |  | 2,2%   |
| 1950         | 250  |  | 33%    |
| 1960         | 302  |  | 20,8%  |
| 1970         | 311  |  | 3%     |
| 1980         | 272  |  | −12,5% |
| 1990         | 394  |  | 44,9%  |
| 2000         | 443  |  | 12,4%  |
| 2010         | 466  |  | 5,2%   |
| 2016         | 504  |  | 8,2%   |

По данным переписи 2010 года население Бетела составляло 466 человек (из них 54,5 % мужчин и 45,5 % женщин), в городе было 174 домашних хозяйства и 118 семей. На территории города было расположено 192 постройки со средней плотностью 76,5 постройка на один квадратный километр суши. Расовый состав: белые — 95,3 %, афроамериканцы — 0,9 %, азиаты — 0,4 %.
Население города по возрастному диапазону по данным переписи 2010 года распределилось следующим образом: 23,2 % — жители младше 18 лет, 3,8 % — между 18 и 21 годами, 66,1 % — от 21 до 65 лет и 6,9 % — в возрасте 65 лет и старше. Средний возраст населения — 34,3 лет. На каждые 100 женщин в Бетеле приходилось 119,8 мужчин, при этом на 100 совершеннолетних женщин приходилось уже 119,6 мужчин сопоставимого возраста.
Из 174 домашних хозяйств 67,8 % представляли собой семьи: 51,1 % совместно проживающих супружеских пар (20,7 % с детьми младше 18 лет); 9,8 % — женщины, проживающие без мужей и 6,9 % — мужчины, проживающие без жён. 32,2 % не имели семьи. В среднем домашнее хозяйство ведут 2,68 человека, а средний размер семьи — 3,11 человека. В одиночестве проживали 22,4 % населения, 4,0 % составляли одинокие пожилые люди (старше 65 лет).

## Экономика
В 2016 году из 369 человек старше 16 лет имели работу 298. При этом мужчины имели медианный доход в 45 375 долларов США в год против 41 500 долларов среднегодового дохода у женщин. В 2014 году медианный доход на семью оценивался в 77 188 $, на домашнее хозяйство — в 68 750 $. Доход на душу населения — 28 060 $ в год.